# Divisões administrativas em 1949
Nesta página encontrará referências aos acontecimentos directamente relacionados com a regiões administrativas ocorridos durante o ano de 1949.

## Eventos
- 20 de janeiro - Fundação do município brasileiro de Coronel Fabriciano, no estado de Minas Gerais.
- 26 de Março – Emancipação da cidade de Ipuã estado de São Paulo.

## Mortes
| Data | Nome | Profissão | Nacionalidade | Observações | Ref |
| ---- | ---- | --------- | ------------- | ----------- | --- |